# Anastomosi a compressione
  
I sistemi di anastomosi a compressione sono antichi quanto le suturatrici meccaniche. Perfezionando le tecnologie si è passati da sistemi molto rudimentali e traumatici, quale il "bottone di Murphy" (pari quasi ad un rivetto) a sistemi "bio-frammentabili" (che però si disgregavano anzitempo, lasciando l'anastomosi non completa), per poi passare alla tecnologia con lega in Nitinol (50% nichel e 50% titanio) che ha caratteristiche di super-elasticità (riesce a deformarsi sino all'8% della sua forma), memoria di forma (dato uno shock termico perde la sua forma originale), costanza di forza (riacquista la forma originaria, in modo progressivo e non traumatico) e permette di trattare tessuti di diverso spessore, seguendo il normale processo di cicatrizzazione (per prima intenzione), evitando traumi o stress, necrotizzando il tessuto al suo interno.